# العلاقات الرومانية السويسرية
العلاقات الرومانية السويسرية هي العلاقات الثنائية التي تجمع بين رومانيا وسويسرا.

## مقارنة بين البلدين
هذه مقارنة عامة ومرجعية للدولتين:
| وجه المقارنة                                              | رومانيا                                                                               | سويسرا                                                                                      |
| --------------------------------------------------------- | ------------------------------------------------------------------------------------- | ------------------------------------------------------------------------------------------- |
| المساحة (كم2)                                             | 238.40 ألف                                                                            | 41.28 ألف                                                                                   |
| عدد السكان (نسمة)                                         | 19.59 مليون                                                                           | 8.21 مليون                                                                                  |
| الكثافة السكانية (ن./كم²)                                 | 82.17                                                                                 | 198.89                                                                                      |
| العاصمة                                                   | بوخارست                                                                               | برن                                                                                         |
| اللغة الرسمية                                             | اللغة الرومانية                                                                       | اللغة الألمانية، اللغة الإيطالية، لغة فرنسية، اللغة الرومانشية، الألمانية السويسرية الموحدة |
| العملة                                                    | ليو روماني                                                                            | فرنك سويسري                                                                                 |
| الناتج المحلي الإجمالي (بليون دولار)                      | 211.80 مليار                                                                          | 678.89 مليار                                                                                |
| الناتج المحلي الإجمالي (تعادل القوة الشرائية) بليون دولار | 465.56 مليار                                                                          | 518.07 مليار                                                                                |
| الناتج المحلي الإجمالي الاسمي للفرد دولار أمريكي          | 9.47 ألف                                                                              | 80.94 ألف                                                                                   |
| الناتج المحلي الإجمالي للفرد دولار أمريكي                 | 23.63 ألف                                                                             | 59.54 ألف                                                                                   |
| مؤشر التنمية البشرية                                      | 0.793                                                                                 | 0.930                                                                                       |
| رمز المكالمات الدولي                                      | +40                                                                                   | +41                                                                                         |
| رمز الإنترنت                                              | .ro                                                                                   | .ch، .swiss ‏                                                                                |
| المنطقة الزمنية                                           | ت ع م+02:00، ت ع م+03:00، أوروبا/بوخارست ‏، توقيت شرق أوروبا، توقيت شرق أوروبا الصيفي ‏ | توقيت وسط أوروبا، ت ع م+01:00، ت ع م+02:00، أوروبا/زيورخ ‏                                   |

## مدن متوأمة
في ما يلي قائمة باتفاقيات التوأمة بين مدن رومانية وسويسرية:
- ترتبط ميركورا تشيوك مع ريهين باتفاقية توأمة.
- ترتبط Blaj [الإنجليزية]‏ مع Allschwil [الإنجليزية]‏ باتفاقية توأمة.
- ترتبط Bicaz [الإنجليزية]‏ مع لوزان باتفاقية توأمة.
- ترتبط سيغيشوارا مع بادن باتفاقية توأمة منذ 8 سبتمبر 2007.[22]
- ترتبط Sângeorgiu de Pădure [الإنجليزية]‏ مع Plan-les-Ouates [الإنجليزية]‏ باتفاقية توأمة.

## منظمات دولية مشتركة
يشترك البلدان في عضوية مجموعة من المنظمات الدولية، منها:
| علم المنظمة | اسم المنظمة                               | تاريخ انضمام رومانيا | تاريخ انضمام سويسرا |
| ----------- | ----------------------------------------- | -------------------- | ------------------- |
|             | مؤسسة التمويل الدولية                     | 23 سبتمبر 1990       | 29 مايو 1992        |
|             | مجموعة أستراليا                           | 1995                 | 1987                |
|             | يونسكو                                    | 27 يوليو 1956        | 28 يناير 1949       |
|             | مجموعة الموردين النوويين                  | ?                    | ?                   |
|             | مؤسسة التنمية الدولية                     | 12 أبريل 2014        | 29 مايو 1992        |
|             | المركز الدولي لتسوية المنازعات الاستشارية | 12 أكتوبر 1975       | 14 يونيو 1968       |
|             | وكالة ضمان الاستثمار متعدد الأطراف        | 10 سبتمبر 1992       | 12 أبريل 1988       |
|             | منظمة حظر الأسلحة الكيميائية              | ?                    | ?                   |
|             | الاتحاد الدولي للاتصالات                  | 9 فبراير 1866        | 1866                |
|             | الأمم المتحدة                             | 14 ديسمبر 1955       | 10 سبتمبر 2002      |
|             | منظمة الشرطة الجنائية الدولية             | ?                    | ?                   |
|             | البنك الدولي للإنشاء والتعمير             | 15 ديسمبر 1972       | 29 مايو 1992        |
|             | منظمة الأمن والتعاون في أوروبا            | 25 يونيو 1973        | 25 يونيو 1973       |
|             | وكالة الفضاء الأوروبية                    | 23 ديسمبر 2011       | ?                   |
|             | الاتحاد البريدي العالمي                   | ?                    | ?                   |
|             | منظمة التجارة العالمية                    | 1995                 | ?                   |
|             | الفريق المعني برصد الأرض                  | ?                    | ?                   |
|             | المنظمة الأوروبية لسلامة الملاحة الجوية   | 1996                 | 1992                |
|             | مجلس أوروبا                               | 7 أكتوبر 1993        | ?                   |

## أعلام
هذه قائمة لبعض الشخصيات التي تربطها علاقات بالبلدين:
- تيميا باشينسكي (لاعبة كرة مضرب سويسرية، 8 يونيو 1989 – )
- تيو جيورجيو (12 أغسطس 1992[30] – )
- هنري شتال (29 أبريل 1877[31][32] – 18 فبراير 1942[33][31])

## وصلات خارجية
- موقع وزارة الخارجية الرومانية
- موقع وزارة الخارجية السويسرية